# 1891 en musique
| \| • Retour à la chronologie générale de la musique populaire • \| |
| XXIe siècle • XXe siècle • XIXe siècle • XVIIIe siècle XVIIe siècle • XVIe siècle • XVe siècle • XIVe siècle XIIIe siècle • XIIe siècle • XIe siècle • Xe siècle IXe siècle • VIIIe siècle • Haut Moyen Âge • Rome • Grèce |
| • Retour à la chronologie générale de la musique populaire • |

| • Retour à la chronologie générale de la musique populaire • |

| Années de la musique populaire : 1888 - 1889 - 1890 - 1891 - 1892 - 1893 - 1894    |
| Décennies de la musique populaire : 1860 - 1870 - 1880 - 1890 - 1900 - 1910 - 1920 |

## Événements et œuvres

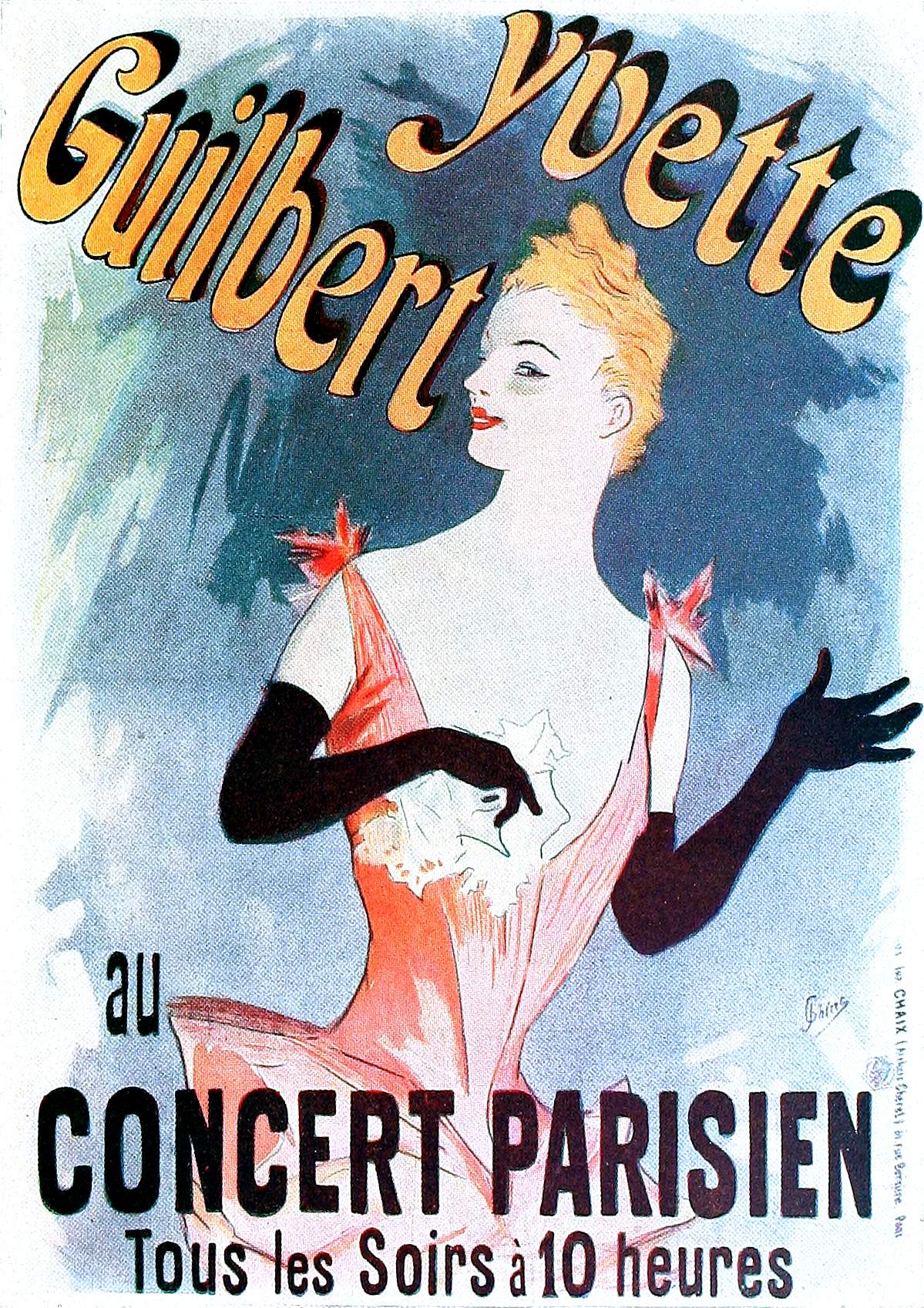
Yvette Guilbert au Concert parisien, affiche de Jules Chéret, 1891

- 1er mai :  La Nouvelle Marseillaise des mineurs, chanson militante écrite par le mineur Séraphin Cordier, se chantant sur l'air de La Marseillaise.
- Étienne Pédron écrit, sur l'air de « C'est à boire ! » la « chanson des Huit heures ».
- Été  : Billy Golden enregistre la chanson Turkey in the Straw pour la Columbia Phonograph Company[1].
- 7 septembre   : la chanteuse de music-hall française Eugénie Fougère fait ses débuts aux États-Unis au Koster and Bial's Music Hall à Broadway.
- 5 octobre :  débuts de Yvette Guilbert au Concert parisien[2].
- 6 septembre  création à Barcelone de l'Orfeó Català (« Orphéon catalan »), association chorale (orphéon), par Lluís Millet et Amadeu Vives i Roig.
- Evald Tang Kristensen, Gamle viser i Folkemunde (Vieilles ballades en langue vernaculaire), collecte de chansons danoises.
- L'hymne national croate, Lijepa naša domovino, paroles d'Antun Mihanović, musique de  Josip Runjanin, est joué pour la première fois à Zagreb lors de l'exposition de Croatie-Slavonie.

## Naissances
- 1er janvier :  Henry Ragas, pianiste de jazz américain († 18 février 1919).
- 16 janvier :  Charley Straight, pianiste et compositeur de musique ragtime et jazz († 21 septembre 1975).
- 25 janvier :  Wellman Braud, contrebassiste franco-américain de jazz († 29 octobre 1966).
- 20 mars :  Frank Hutchison, musicien américain de blues, considéré comme le premier musicien blanc à avoir enregistré du blues († 9 novembre 1945).
- 22 mai : 
  -  Eddie Edwards, tromboniste de jazz américain, l'un des fondateurs de l'Original Dixieland Jass Band († 9 avril 1963).
  -  Larry Shields, clarinettiste de jazz américain († 21 novembre 1953).
- 30 mai :  Ben Bernie, violoniste de jazz américain († 23 octobre 1943).
- 3 juin :  Georgius, chanteur français, parolier auteur de nombreuses chansons († 8 janvier 1870).
- 8 juin :  Léona Gabriel, chanteuse martiniquaise de biguine († 11 août 1971).
- 9 juin :  Charles Thompson, pianiste et compositeur américain de musique ragtime († 13 juin 1964).
- 13 juillet :  Fréhel, chanteuse française († 3 février 1951).
- 27 juillet :   Valentin Parnakh, poète, musicien et chorégraphe russe, fondateur du jazz russe et soviétique († 29 janvier 1951).
- 12 août : 
  -  Irene M. Giblin, pianiste et compositrice américaine de ragtime († 12 mai 1974).
  -  Jaap Kunst, ethnomusicologue néerlandais, spécialiste de la musique indonésienne (7 décembre 1960).
- 17 septembre :  Mutt Carey, cornettiste et trompettiste de jazz américain († 3 septembre 1948).
- 22 septembre :  Hans Albers, acteur et chanteur de schlager allemand, mort en 1960.
- 26 octobre :  Lily Coffee, pianiste et compositrice américaine de musique ragtime († 19 mai 1940).
- 29 novembre :  Gladys Yelvington, pianiste et compositrice américaine de musique ragtime († 11 février 1957).

- Date précise inconnue ;
  -  El Titi de Marchena, guitariste espagnol de flamenco, mort en 1953.
  -  Charley Patton, guitariste et chanteur de Delta blues américain († 28 avril 1934).
  -  Cheikha Tetma, une interprète algérienne de musique hawzi et du genre hawfi, morte en 1962.

## Décès
- mai :  Édouard Hachin, poète, chansonnier, vaudevilliste et goguettier français (° 20 mai 1808)
- 5 octobre :  Francis Tourte, compositeur, chansonnier et auteur dramatique français, auteur de plus de 500 chansons et mélodies († 8 juin 1816).

- Date précise inconnue :
  -  Joseph August Adam, compositeur autrichien (° 22 avril 1817)